# Pädagogische Professionalität
Unter Pädagogischer Professionalität im engeren Sinne versteht man neben der in Bildungsstätten erworbenen Wissensbasis auch die Anwendbarkeit dieses Wissens in komplexen und spezifischen Arbeitssituationen.
Pädagogische Professionalität vollständig zu erreichen, ist nach aktuellem Forschungsstand und Expertenmeinungen nicht möglich, da dieser Prozess einerseits zu langwierig, andererseits aufgrund der Rahmenbedingungen nicht abschließbar sei.
Die Lehrperson muss sich jedoch mit der Diskrepanz des Bildungssystems arrangieren und mit den Voraussetzungen als Experte professionell umgehen.
Daher ist eine Verschränkung der Voraussetzungs- und Lehrerperspektive nötig, um ein weitgehend professionelles Handeln zu ermöglichen.

## Von der Profession zur Professionalität
Die Bezeichnung Profession stammt aus der amerikanischen Berufssoziologie der 1960er Jahre, in welcher das Professionen-Modell entwickelt wurde. Folgende Bedingungen mussten erfüllt sein, damit ein Beruf als Profession anerkannt wurde:
- akademische Ausbildung
- entsprechende Sozialisation
- Arbeitsautonomie

Da nicht alle Kriterien auf den Lehramtsberuf zutreffen gilt dieser nicht in gleicher Weise als Profession, wie zum Beispiel juristische Berufe. In der Bildungswissenschaft wird der Begriff Professionalität verwendet, da dieser analytisch-reflexive Handlungsprozesse und dessen Anforderungen fokussiert.

## Professionalität im Lehrberuf

### Komponenten pädagogischer Professionalität
Aufgrund der Komplexität des Lehrberufs ist für eine professionelle Ausübung im Alltag die Trias aus Wissen, Handlungsroutine und Ethos entscheidend.
1. Wissen versteht sich sowohl fachwissenschaftlich als auch fachdidaktisch, da auch das Wissen über die Lehrbarkeit des Fachwissens von Bedeutung ist.
2. Die Handlungsroutine ermöglicht der Lehrperson, in vielfältigen Unterrichts- und Erziehungssituationen Entscheidungen zu treffen, die in der einzelnen Situation zum optimalen Ergebnis führen.
3. Unter Ethos versteht man die Einstellung und die Haltung des Lehrers zum und im Lehrberuf. Verantwortung und Engagement sowie die Einhaltung bestimmter Grundsätze legen den Grundstein für professionelles Handeln.[10]

Hinzuzufügen wäre eine vierte und entscheidende Komponente pädagogischer Professionalität: ein pädagogisch instruiertes Zeitmanagement. Dabei stehen operative Entscheidungen der Lehrperson im Zentrum, die es ermöglichen, die verschiedenen Zeitfenster derart zu koordinieren, dass individuelles Lernen mit größtmöglichem Erfolg stattfinden kann, und zwar die Zeit des Lehrens (z. B. rhetorisch aufgebauter Lehrervortrag: inventio, dispositio, elocutio, memoria, pronuntiatio) aus der Perspektive der vorbereiteten Lehrperson, die Zeit individuellen Lernens (z. B. Aufmerksamkeit, Wahrnehmungsfähigkeit, Verstehen/Missverstehen, Aneignen, Üben) und die Zeit der pädagogischen Kommunikation.
Nach einem gewandelten Begriffsverständnis unterscheidet Ewald Terhart grundsätzlich drei „Bestimmungsansätze von Professionalität im Lehrerberuf“,  einen strukturtheoretischen, einen kompetenzorientierten und einen „berufsbiographischen Bestimmungsansatz“.

### Professionalität in der Grundschule
Notwendige Voraussetzungen für eine professionelle Entwicklung der Lehrperson sind die Gestaltungsfreiheit und Autonomie im Bereich der Unterrichtsgestaltung und eine hohe Verantwortung für die Schüler im Schulalltag. Erreichbar ist dies am besten in der Grundschule bzw. Primarstufe, da in dieser das fächerübergreifende Klassenlehrsystem den Unterricht zeitlich flexibler macht und die Öffnung des Unterrichts methodische Variationen ermöglicht. Die Lehrperson kann somit nahezu autonom unterrichten.
Studien zur Professionalisierungs- und Expertiseforschung im Lehrberuf (Bauer/Burkard 1992, Bauer u. a. 1996) bestätigen, dass im Besonderen für den Primarstufenbereich eine hohe Kultur der pädagogischen Professionalität festzustellen ist.

## Domänen – Bausteine einer professionellen Praxis
Die EPIK-Studie und das Fünf-Faktoren-Modell haben durch die Ergebnisse ihrer Untersuchungen über die Fähigkeiten und Fertigkeiten des professionellen Lehrers fünf Kompetenzfelder entworfen, deren Inhalte den Profi vom Laien unterscheiden. Diese Kompetenzfelder werden nach dem EPIK-Ansatz Domänen, nach dem Fünf-Faktoren-Modell die Big Five (B5) genannt.
- Professionsbewusstsein – sich als Experte/Expertin wahrnehmen
- Personal Mastery – die Kraft individueller Könnerschaft
- Kooperation und Kollegialität – Die Produktivität von Zusammenarbeit
- Differenzfähigkeit – der Umgang mit großen und kleinen Unterschieden
- Reflexions- und Diskursfähigkeit – das Teilen von Wissen und Können[20]